# 2019年の日本公開映画
- 映画 > 映画の一覧 > 年度別日本公開映画 > 2019年の日本公開映画
- 映画 > 2019年の映画 > 2019年の日本公開映画

2019年の日本公開映画（2019ねんのにほんこうかいえいが）では、2019年（平成31年）1月1日から同年（令和元年）12月31日までに日本で商業公開された映画の一覧を記載。作品名の右の丸括弧内は製作国を示す。
記載の凡例については年度別日本公開映画#凡例を参照

## 作品一覧

### 1月
- 2日
  - 眠る村( 日本) [2]
  - YUKIGUNI ( 日本) [3]
- 4日
  - ANON アノン ( ドイツ・ アメリカ合衆国・ カナダ) [4]
  - カラヤン・シネマ・クラシックス シーズン2018〜2019「新年」 ( ドイツ) [5]
  - ゲヘナ ( アメリカ合衆国・ 日本) [6]
  - ザ・ナンバー ( 南アフリカ共和国) [7]
  - シークレット・ヴォイス ( スペイン) [8]
  - ダーク・スクール ( スペイン・ アメリカ合衆国) [9]
  - 日本列島 列車大行進 2019 ( 日本) [10]
  - ホイットニー 〜オールウェイズ・ラヴ・ユー〜( イギリス) [11]
  - マフィオサ ( アメリカ合衆国) [12]
  - 劇場版総集編【前編】メイドインアビス 旅立ちの夜明け ( 日本) [13]
  - ラブライブ!サンシャイン!! The School Idol Movie Over the Rainbow ( 日本) [14]
  - 列車大行進 大手私鉄コレクション 関西編 ( 日本) [15]
  - 列車大行進 大手私鉄コレクション 関東編 ( 日本) [16]
  - れっしゃだいこうしん2019キッズバージョン ( 日本) [17]
  - ワイルド・ストーム ( アメリカ合衆国) [18]
- 5日
  - アストラル・アブノーマル鈴木さん ( 日本) [19]
  - アニメ女子・外伝 〜藍の翼・カーレッジ〜 ( 日本) [20]
  - おけちみゃく ( 日本) [21]
  - 温泉しかばね芸者 ( 日本) [22]
  - 熊川哲也 Kバレエ カンパニー 「ロミオとジュリエット」 in Cinema ( 日本) [23]
  - 世界一と言われた映画館 ( 日本) [24]
  - 迫り来る嵐 ( 中国) [25]
  - 22年目の記憶 ( 韓国) [26]
  - マイ・ジェネレーション ロンドンをぶっとばせ! ( イギリス) [27]
  - レッスル! ( 韓国) [28]
- 11日
  - アンダー・ザ・シャドウ 影の魔物 ( イギリス・ ヨルダン・ カタール・ イラク) [29]
  - 英国ロイヤル・オペラ・ハウス シネマシーズン 2018/19 ロイヤル・オペラ「ワルキューレ」 ( イギリス) [30] [31]
  - エリザベス∞エクスペリメント ( アメリカ合衆国) [32]
  - 神の発明。悪魔の発明。 ( 日本) [33]
  - 喜望峰の風に乗せて ( イギリス) [34]
  - 緊急検証! THE MOVIE ネッシーvsノストラダムスvsユリ・ゲラー ( 日本) [35]
  - クリード 炎の宿敵 ( アメリカ合衆国) [36]
  - 蜘蛛の巣を払う女 ( イギリス・ ドイツ・ スウェーデン・ カナダ・ アメリカ合衆国) [37] [38]
  - この道 ( 日本) [39]
  - 世界でいちばん悲しいオーディション ( 日本) [40]
  - ダーク・クライム ( イギリス・ ポーランド・ アメリカ合衆国)[41]
  - 沈黙の終焉 ( イギリス・ ハンガリー・ フィリピン) [42]
  - テリファイド ( アルゼンチン) [43]
  - 特捜部Q カルテ番号64 ( デンマーク・ ドイツ) [44]
  - トラウマ・ゲーム 恐怖体験アトラクション ( カナダ) [45]
  - ファースト・コンタクト ( イギリス) [46]
- 12日
  - 君から目が離せない〜Eyes On You〜 ( 日本) [47]
  - ゴールデンスランバー ( 韓国) [48]
  - シネマ歌舞伎 楊貴妃 ( 日本) [49]
  - シネマ歌舞伎 沓手鳥孤城落月 ( 日本) [50]
  - ひかりの歌 ( 日本) [51]
  - ヒューマン・フロー 大地漂流 ( ドイツ) [52]
  - Fate/stay night [Heaven's Feel] II.lost butterfly ( 日本) [53]
  - マチルド、翼を広げ ( フランス) [54]
  - 未来を乗り換えた男 ( ドイツ・ フランス) [55]
  - MOST BEAUTIFUL ISLAND モースト・ビューティフル・アイランド ( アメリカ合衆国) [56]
- 18日
  - 英国ロイヤル・オペラ・ハウス シネマシーズン 2018/19 ロイヤル・バレエ「ラ・バヤデール」 ( イギリス) [57]
  - カイジ 動物世界 ( 中国) [58]
  - 黒人魚 ( ロシア)[59]
  - シークレット・チルドレン 禁じられた力 ( アメリカ合衆国) [60]
  - ゼイカム －到来－ ( イギリス) [61]
  - タイガー・スクワッド ( イギリス・ アイルランド) [62]
  - 劇場版 ダーウィンが来た! アフリカ新伝説 ( 日本) [63]
  - TAXi ダイヤモンド・ミッション ( フランス) [64]
  - チワワちゃん ( 日本) [65]
  - ディアマンティーノ 未知との遭遇 ( ポルトガル・ フランス・ ブラジル) [66]
  - 映画 刀剣乱舞 ( 日本) [67]
  - トゥ・ヘル ( アメリカ合衆国) [68]
  - ハイエナたちの報酬 絶望の一夜 ( フランス) [69]
  - BUYBUST/バイバスト ( フィリピン) [70]
  - バジュランギおじさんと、小さな迷子 ( インド) [71]
  - マイル22 ( アメリカ合衆国) [72]
  - マスカレード・ホテル ( 日本) [73]
  - ミスター・ガラス ( アメリカ合衆国) [74]
  - 劇場版総集編【後編】メイドインアビス 放浪する黄昏 ( 日本) [75]
  - METライブビューイング2018-19/ニコ・ミューリー《マーニー》 ( アメリカ合衆国) [76]
  - めんたいぴりり ( 日本) [77]
  - 夜明け ( 日本) [78]
  - ライ麦畑の反逆児 ひとりぼっちのサリンジャー ( アメリカ合衆国) [79]
  - LOVEHOTELに於ける情事とPLANの涯て ( 日本) [80]
- 19日
  - アイスマン 宇宙最速の戦士 ( 中国・ 香港)[81]
  - 愛と銃弾 ( イタリア) [82]
  - 王朝の陰謀 闇の四天王と黄金のドラゴン ( 香港・ 中国)[83]
  - かぞくわり ( 日本) [84]
  - 西遊記 女人国の戦い ( 中国・ 香港)[85]
  - SAVE THE DAY SILENT POETS SPECIAL DUB BAND LIVE SHOW the MOVIE ( 日本)[86]
  - ドキュメンタリー映画 岡本太郎の沖縄 ( 日本)[87]
  - 飛べない鳥と優しいキツネ ( 韓国) [88]
  - バハールの涙 ( フランス・ ベルギー・ ジョージア・ スイス) [89]
  - 牧師といのちの崖 ( 日本) [90]
  - 闇の歯車 ( 日本) [91]
- 25日
  - 愛唄 -約束のナクヒト- ( 日本) [92]
  - あした世界が終わるとしても ( 日本) [93]
  - ヴィクトリア女王 最期の秘密 ( イギリス・ アメリカ合衆国) [94]
  - がっこうぐらし! ( 日本) [95]
  - カラヤン・シネマ・クラシックス シーズン2018-2019 「荘厳なミサ」 ( ドイツ)[96][97]
  - PSYCHO-PASS サイコパス Sinners of the System Case.1 罪と罰 ( 日本) [98]
  - サイバー・ミッション ( 中国・ 香港) [99]
  - サスペリア ( イタリア・ アメリカ合衆国) [100]
  - ザ・マミー ( メキシコ) [101]
  - シャッター 写ると最期 ( ロシア) [102]
  - 十二人の死にたい子どもたち ( 日本) [103]
  - ジュリアン ( フランス) [104]
  - そらのレストラン ( 日本) [105]
  - ナチス第三の男 ( フランス・ イギリス・ ベルギー) [106]
  - 二階堂家物語 ( 日本・ 香港) [107]
  - ビルド NEW WORLD 仮面ライダークローズ ( 日本) [108]
  - LE CHOCOLAT DE H ( 日本) [109][110]
- 26日
  - 描きたい、が止まらない ( 日本)[111]
  - 500年の航海 ( フィリピン) [112]
  - 想像だけで素晴らしいんだ-GO TO THE FUTURE- ( 日本) [113]
  - チャンブラにて ( イタリア・ アメリカ合衆国・ フランス・ スウェーデン) [114]
  - デイアンドナイト ( 日本) [115]
  - 天才作家の妻 40年目の真実 ( スウェーデン・ アメリカ合衆国・ イギリス) [116]
  - パラレルワールド・シアター ( 日本) [117]
- 30日
  - ボリショイ・バレエ in シネマ Season 2018-2019『くるみ割り人形』 ( ロシア) [118]

### 2月
- 1日
  - 赤い雪 Red Snow ( 日本) [119]
  - 英国ロイヤル・オペラ・ハウス　シネマシーズン 2018/19 ロイヤル・バレエ「くるみ割り人形」 ( イギリス) [120]
  - グラビティ 繰り返される宇宙 ( アメリカ合衆国) [121]
  - 映画 コラショの海底わくわく大冒険! ( 日本) [122]
  - ザ・スリープ・カース ( 香港) [123]
  - スネーク・アウタ・コンプトン ( アメリカ合衆国) [124]
  - ナディアの誓い－On Her Shoulders ( アメリカ合衆国) [125]
  - 七つの会議 ( 日本) [126]
  - NUMBER37 ナンバー37 ( 南アフリカ共和国) [127]
  - バーニング 劇場版 ( 韓国) [128]
  - フロントランナー ( アメリカ合衆国) [129]
  - メリー・ポピンズ リターンズ ( アメリカ合衆国) [130]
  - 雪の華 ( 日本) [131]
  - 劇場版 リケ恋〜理系が恋に落ちたので証明してみた。〜 ( 日本) [132]
- 2日
  - がんになる前に知っておくこと ( 日本) [133]
  - 恋の豚 ( 日本) [134]
  - ゴッズ・オウン・カントリー ( イギリス) [135]
  - 誰がための日々 ( 香港) [136]
  - ドキュメンターテイメント AD-LIVE ( 日本) [137]
  - ともしび ( フランス・ イタリア・ ベルギー) [138]
  - 眠る村 ( 日本) [139]
- 8日
  - アクアマン ( アメリカ合衆国) [140]
  - We Margiela マルジェラと私たち ( オランダ) [141]
  - オッズ ( アメリカ合衆国) [142]
  - 君がまた走り出すとき ( 日本) [143]
  - コントロール 洗脳殺人 ( カナダ) [144]
  - ちいさな独裁者 ( ドイツ・ フランス・ ポーランド) [145]
  - 21世紀の女の子 ( 日本) [146]
  - BACK STREET GIRLS -ゴクドルズ- ( 日本) [147]
  - 劇場版シティーハンター 〈新宿プライベート・アイズ〉 ( 日本) [148]
  - ファースト・マン ( アメリカ合衆国) [149]
  - METライブビューイング2018-19/ヴェルディ《椿姫》 ( アメリカ合衆国) [150]
  - 劇場版 幼女戦記 ( 日本) [151]
  - 40万分の1 ( 日本) [152]
  - リーサル・ソルジャーズ ( イギリス) [153]
  - ワンス・アポン・ア・タイム・イン・チャイナ 南北英雄 ( 中国) [154]
- 9日
  - あまのがわ ( 日本) [155]
  - 書くが、まま ( 日本) [156]
  - コードギアス 復活のルルーシュ ( 日本) [157]
  - 洗骨 ( 日本) [158]
  - デス・ショット ( アメリカ合衆国・ イギリス) [159]
  - ナポリの隣人 ( イタリア) [160]
  - ノーザン・ソウル ( イギリス) [161]
  - 山＜モンテ＞ ( イタリア・ アメリカ合衆国・ フランス) [162]
- 15日
  - 笑顔の向こうに ( 日本) [163]
  -  PSYCHO-PASS サイコパス Sinners of the System Case.2 First Guardian ( 日本) [164]
  - ザ・カニバル・クラブ ( ブラジル) [165]
  - 女王陛下のお気に入り ( アイルランド・ アメリカ合衆国・ イギリス) [166]
  - タンク・ソルジャー 重戦車KV-1 ( ロシア) [167]
  - 劇場版 ダンジョンに出会いを求めるのは間違っているだろうか -オリオンの矢- ( 日本) [168]
  - トラさん〜僕が猫になったワケ〜 ( 日本) [169]
  - ナショナル・シアター・ライヴ 2019 「マクベス」 ( イギリス)[170]
  - 半世界 ( 日本) [171]
  - FIGHTERS THE MOVIE 〜Challenge with Dream〜 ( 日本) [172]
  - フォルトゥナの瞳 ( 日本) [173]
  - 盆唄 ( 日本) [174]
- 16日
  - アイアンガール FINAL WARS ( 日本) [175]
  - 劇場版 王室教師ハイネ ( 日本) [176]
  - おっさんのケーフェイ ( 日本) [177]
  - 金子文子と朴烈（パクヨル） ( 韓国) [178]
  - デッドエンドの思い出 ( 日本・ 韓国) [179]
  - LAPSE ラプス ( 日本) [180]
- 22日
  - あなたはまだ帰ってこない ( フランス・ ベルギー・ スイス) [181]
  - あの日のオルガン ( 日本) [182]
  - アリータ: バトル・エンジェル ( アメリカ合衆国) [183]
  - カラヤン・シネマ・クラシックス シーズン2018-2019 「感情の波」 ( ドイツ)[184]
  - THE GUILTY/ギルティ ( デンマーク) [185]
  - The King and I 王様と私 ( イギリス) [186]
  - サタデーナイト・チャーチ -夢を歌う場所- ( アメリカ合衆国) [187]
  - サムライマラソン ( 日本) [188]
  - ジャンクション29 ( 日本) [189]
  - 血まみれスケバンチェーンソーRED 後編 ギーコの覚醒 ( 日本) [190]
  - 血まみれスケバンチェーンソーRED 前編 ネロの復讐 ( 日本) [191]
  - 翔んで埼玉 ( 日本) [192]
  - ねことじいちゃん ( 日本) [193]
  - 母を亡くした時、僕は遺骨を食べたいと思った。 ( 日本) [194]
  - パペット大騒査線 追憶の紫影 ( アメリカ合衆国) [195]
  - ビール・ストリートの恋人たち ( アメリカ合衆国) [196]
  - 僕の彼女は魔法使い ( 日本) [197]
  - METライブビューイング2018-19/チレア《アドリアーナ・ルクヴルール》 ( アメリカ合衆国) [198]
  - 凜 -りん- ( 日本) [199]
- 23日
  - お前ら全員めんどくさい! ( 日本) [200]
  - ジ・アリンズ/愛すべき最高の家族 ( デンマーク) [201]
  - 空の瞳とカタツムリ ( 日本) [202]
  - 日本製造 メイド・イン・ジャパン ( 日本)[203]
  - 道草 ( 日本)[204]
  - 未来のあたし ( 日本)[205]
  - ラストラブレター ( 日本)[206]

### 3月
- 1日
  - アンフレンデッド: ダークウェブ ( アメリカ合衆国) [207]
  - 移動都市/モータル・エンジン ( アメリカ合衆国) [208]
  - 宇宙戦艦ヤマト2202 愛の戦士たち/第七章　新星篇 ( 日本) [209]
  - 君の結婚式 ( 韓国) [210]
  - クイーン ヒストリー 1973-1980 ( イギリス)[211]
  - 九月の恋と出会うまで ( 日本) [212]
  - グリーンブック ( アメリカ合衆国) [213]
  - シスターフッド ( 日本) [214]
  - 天国でまた会おう ( フランス) [215]
  - ドラえもん のび太の月面探査記 ( 日本) [216]
  - ナショナル・シアター・ライヴ 2019 「ヴァージニア・ウルフなんかこわくない」 ( イギリス)[217]
  - Noise ( 日本) [218]
  - 岬の兄妹 ( 日本) [219]
- 2日
  - ある日本の絵描き少年 ( 日本) [220]
  - 梅子 ( 日本) [221]
  - エア・ストライク ( 中国) [222]
  - 《ndjc：若手映画作家育成プロジェクト2018》 ( 日本) [223]
  - 疑惑とダンス ( 日本) [224]
  - KING OF PRISM -Shiny Seven Stars- I プロローグ×ユキノジョウ×タイガ ( 日本) [225]
  - 吾郎の新世界 ( 日本) [226]
  - ハッピーアイランド ( 日本) [227]
  - 福島は語る ( 日本) [228]
  - よあけの焚き火 ( 日本) [229]
  - ヨーゼフ・ボイスは挑発する ( ドイツ) [230]
- 8日
  - ウトヤ島、7月22日 ( ノルウェー) [231]
  - 劇場版 ウルトラマンR/B セレクト! 絆のクリスタル ( 日本) [232]
  - 劇場版 KODA KUMI LIVE TOUR 2018 ～DNA～ ( 日本)[233]
  - 君と、徒然 ( 日本) [234]
  - ゲキ×シネ「髑髏城の七人 Season花」 ( 日本) [235]
  - PSYCHO-PASS サイコパス Sinners of the System Case.3 恩讐の彼方に＿＿ ( 日本) [236]
  - サッドヒルを掘り返せ ( スペイン) [237]
  - ジョアン・ジルベルト ライブ・イン・トーキョー ( 日本) [238]
  - シンプル・フェイバー ( アメリカ合衆国・ カナダ) [239]
  - スパイダーマン:スパイダーバース ( アメリカ合衆国) [240]
  - 運び屋 ( アメリカ合衆国) [241]
  - ビサイド・ボウイ ミック・ロンソンの軌跡 ( イギリス) [242]
  - METライブビューイング2018-19/ビゼー《カルメン》 ( アメリカ合衆国) [243]
- 9日
  - イップ・マン外伝 マスターZ ( 香港・ 中国) [244]
  - 家族のレシピ ( シンガポール・ 日本・ フランス) [245]
  - きばいやんせ!私 ( 日本) [246]
  - クロガラス1 ( 日本) [247]
  - たちあがる女 ( アイスランド・ フランス・ ウクライナ) [248]
  - 月夜釜合戦 ( 日本)[249]
  - ニッポニアニッポン フクシマ狂詩曲 ( 日本) [250]
  - マイ・ブックショップ ( スペイン) [251]
- ライズ ダルライザー -NEW EDITION- ( 日本) [252]
  - ROMA/ローマ ( メキシコ・ アメリカ合衆国)[253]
- 15日
  - 英国ロイヤル・オペラ・ハウス シネマシーズン 2018/19 ロイヤル・オペラ「スペードの女王」 ( イギリス) [254]
  - えいがのおそ松さん ( 日本) [255]
  - グリザイア: ファントムトリガー THE ANIMATION ( 日本) [256]
  - 君は月夜に光り輝く ( 日本) [257]
  - キャプテン・マーベル ( アメリカ合衆国) [258]
  - サンセット ( ハンガリー・ フランス) [259]
  - 映画 しまじろう しまじろうとうるるのヒーローランド ( 日本) [260]
  - Bの戦場 ( 日本) [261]
  - ふたりの女王 メアリーとエリザベス ( イギリス) [262]
  - まく子 ( 日本) [263]
  - マリオネット 私が殺された日 ( 韓国) [264]
- 16日
  - Short Trial Project 2018 ( 日本) [265]
  - 新橋探偵物語 ( 日本) [266]
  - 探偵なふたり: リターンズ ( 韓国) [267]
  - 小さな声で囁いて ( 日本) [268]
  - 不器用な彼女 ( 日本) [269]
  - 映画 プリキュアミラクルユニバース ( 日本) [270]
  - 廻り神楽 ( 日本) [271]
- 21日
  - L・DK ひとつ屋根の下、「スキ」がふたつ。 ( 日本) [272]
  - カメラを止めるな!スピンオフ『ハリウッド大作戦!』 ( 日本) [273]
  - PRINCE OF LEGEND ( 日本) [274]
- 22日
  - アンノウン・ボディーズ ( ベルギー) [275]
  - 奇跡の小学校の物語 〜この学校はなくさない〜 ( 日本) [276]
  - ギャング・イン・ニューヨーク ( アメリカ合衆国・ カナダ) [277]
  - ソローキンの見た桜 ( 日本 /  ロシア) [278]
  - バンブルビー ( アメリカ合衆国) [279]
  - ビリーブ 未来への大逆転 ( アメリカ合衆国) [280]
  - ブラック・クランズマン ( アメリカ合衆国) [281]
  - 放課後ソーダ日和-特別版- ( 日本) [282]
- 23日
  - エマの瞳 ( イタリア・ スイス) [283]
  - 俺は前世に恋をする ( 日本) [284]
  - KING OF PRISM -Shiny Seven Stars- II カケル×ジョージ×ミナト ( 日本) [285]
  - 蹴る ( 日本) [286]
  - こどもしょくどう ( 日本) [287]
  - コンジアム ( 韓国) [288]
  - さらば大戦士トゥギャザーV ( 日本) [289]
  - セメントの記憶 ( ドイツ・ レバノン・ シリア・ アラブ首長国連邦・ カタール) [290]
  - 漂うがごとく ( ベトナム) [291]
  - 天然☆生活 ( 日本) [292]
  - 美人が婚活してみたら ( 日本) [293]
  - ベトナムを懐う ( ベトナム) [294]
  - FIVE SEASONS ガーデン・オブ・ピート・アウドルフ ( アメリカ合衆国) [295]
  - ぼくの好きな先生 ( 日本) [296]
  - MIKOSHI GUY 祭の男 ( 日本) [297]
  - 武蔵野 江戸の循環農業が息づく ( 日本) [298]
  - 夢の音 ( 日本) [299]
  - ユーリー・ノルシュテイン《外套》をつくる ( 日本) [300]
- 27日
  - ボリショイ・バレエ in シネマ Season 2018-2019『ラ・バヤデール』 ( ロシア) [301]
- 29日
  - 記者たち 衝撃と畏怖の真実 ( アメリカ合衆国) [302]
  - 鬼滅の刃 兄妹の絆 ( 日本) [303]
  - 映画 少年たち ( 日本) [304]
  - ショーン・オブ・ザ・デッド ( イギリス・ フランス) [305]
  - 大脱出2 ( 中国・ アメリカ合衆国) [306]
  - ダンボ ( アメリカ合衆国) [307]
  - 劇場版 トリニティセブン -天空図書館と真紅の魔王- ( 日本) [308]
  - トンビルオ! 密林覇王伝説 ( マレーシア) [309]
  - バトル・ドローン ( アメリカ合衆国) [310]
  - ファイブ・ウォリアーズ ( 南アフリカ共和国) [311]
  - 目撃者 ( 韓国) [312]
  - LEGO®ムービー2 ( アメリカ合衆国) [313]
- 30日
  - グッドバイ ( 日本) [314]
  - クロガラス2 ( 日本) [315]
  - ナイトクルージング ( 日本) [316]
  - 偏愛ビジュアリスト 東海林毅ショートフィルム選 ( 日本) 
    - 23:60 ( 日本)[317]
    - ピンぼけシティライツ ( 日本)[318]
    - ホモソーシャルダンス ( 日本)[319]
    - 老ナルキソス ( 日本)[320]

  - リヴァプール、最後の恋 ( アメリカ合衆国) [321]
  - ワイルドツアー ( 日本) [322]

### 4月
- 2日
  - ホフマニアダ ホフマンの物語 ( ロシア) [323]
  - マイリトルゴート ( 日本) [324]
- 5日
  - 悪霊館 ( アメリカ合衆国) [325]
  - アリー/スター誕生:アンコール・バージョン ( アメリカ合衆国) [326]
  - 英国ロイヤル・オペラ・ハウス シネマシーズン 2018/19 ロイヤル・オペラ「椿姫」 ( イギリス) [327]
  - カラヤン・シネマ・クラシックス シーズン2018-2019 「人生の旋律」 ( ドイツ) [328]
  - きかんしゃトーマス Go!Go!地球まるごとアドベンチャー ( イギリス) [329]
  - 希望の灯り ( ドイツ) [330]
  - ゲキ×シネ「髑髏城の七人 Season鳥」 ( 日本) [331]
  - 孤独なふりした世界で ( アメリカ合衆国) [332]
  - ザ・プレイス 運命の交差点 ( イタリア) [333]
  - 4月の君、スピカ。 ( 日本) [334]
  - シネマ歌舞伎 野田版 桜の森の満開の下 ( 日本) [335]
  - ソリス ( イギリス) [336]
  - デッドトリガー ( アメリカ合衆国) [337]
  - テニスの王子様 BEST GAMES!! 乾・海堂 vs 宍戸・鳳/大石・菊丸 vs 仁王・柳生 ( 日本) [338]
  - バイス ( アメリカ合衆国) [339]
  - バーチャル男 ( 日本) [340]
  - パンドラとアクビ ( 日本) [341]
  - Be With You 〜いま、会いにゆきます ( 韓国) [342]
  - ビッチ・ホリデイ ( デンマーク・ オランダ・ スウェーデン) [343]
  - 星に語りて 〜Starry Sky〜 ( 日本) [344]
  - 麻雀放浪記2020 ( 日本) [345]
  - マックイーン:モードの反逆児 ( イギリス) [346]
  - メッセージマン ( インドネシア・ オーストラリア) [347]
  - ラ ( 日本) [348]
  - モーターギャング ( オーストラリア) [349]
  - LAIDBACKERS-レイドバッカーズ- ( 日本) [350]
- 6日
  - アラフォーの挑戦 アメリカへ ( 日本・ アメリカ合衆国) [351]
  - グラグラ ( 日本) [352]
  - こえをきかせて ( 日本) [353]
  - 佐藤雅彦研究室 カンヌ短編プロジェクト
    - どちらを ( 日本) [354]
    - 父 帰る ( 日本) [355]
    - 八芳園 ( 日本) [356]

  - JK☆ROCK ( 日本) [357]
  - 脂肪の塊 ( 日本) [358]
  - 12か月の未来図 ( フランス) [359]
  - 短編特集<コメディボックス!>
    - おんがえし ( 日本) [360]
    - サイキッカーZ ( 日本) [361]
    - The Benza ( 日本) [362]
    - デッドコップ ( 日本) [363]

  - 沈没家族 劇場版 ( 日本) [364]
- 7日
  - 焦燥 ( 日本) [365]
- 12日
  - アンデッド/ブラインド 不死身の少女と盲目の少年 ( オーストリア) [366]
  - 荒野にて ( イギリス) [367]
- 殺人鬼を飼う女 ( 日本) [368]
  - ザ・バニシング -消失- ( オランダ・ フランス) [369]
  - Z Bull ゼット・ブル ( アメリカ合衆国) [370]
  - 多十郎殉愛記 ( 日本) [371]
  - 魂のゆくえ ( アメリカ合衆国) [372]
  - チベット ケサル大王伝 最後の語り部たち ( 日本) [373]
  - DOCUMENTARY of 幕末維新伝 ( 日本) [374]
  - バックトレース ( アメリカ合衆国) [375]
  - ハロウィン ( アメリカ合衆国) [376]
  - ハンターキラー 潜航せよ ( イギリス) [377]
  - ビューティフル・ボーイ ( アメリカ合衆国) [378]
  - ファイナル・スコア ( イギリス) [379]
  - フォー・ハンズ ( ドイツ) [380]
  - 映画版 ふたりエッチ 〜ラブ・アゲイン〜 ( 日本) [381]
  - 芳華-Youth- ( 中国) [382]
  - ぼくらのショウタイム ( 日本) [383]
  - ホワイト・スペース ( アメリカ合衆国・ ハンガリー) [384]
  - マローボーン家の掟 ( スペイン・ アメリカ合衆国) [385]
  - Mr.&Mrs.フォックス ( アメリカ合衆国・ イギリス) [386]
  - 名探偵コナン 紺青の拳 ( 日本) [387]
  - METライブビューイング2018-19/ドニゼッティ《連隊の娘》 ( アメリカ合衆国) [388]
- 13日
  - アウトフィチュメンタリー ( アメリカ合衆国) [389]
  - 阿吽 ( 日本) [390]
  - アジア犬肉紀行 ( 日本) [391]
  - アレッポ 最後の男たち ( デンマーク・ シリア) [392]
  - KING OF PRISM -Shiny Seven Stars- III レオ×ユウ×アレク ( 日本) [393]
  - SAKANAMON THE MOVIE サカナモンはなぜ売れないのか ( 日本) [394]
  - 老人ファーム ( 日本) [395]
- 19日
  - 愛がなんだ ( 日本) [396]
  - アガサ・クリスティー ねじれた家 ( イギリス) [397]
  - A-X-L/アクセル ( アメリカ合衆国) [398]
  - ある少年の告白 ( アメリカ合衆国) [399]
  - いつか輝いていた彼女は ( 日本) [400]
  - キングダム ( 日本) [401]
  - クレヨンしんちゃん 新婚旅行ハリケーン 〜失われたひろし〜 ( 日本) [402]
  - クロノス・ジョウンターの伝説 ( 日本) [403]
  - 幸福なラザロ ( イタリア) [404]
  - シャザム! ( アメリカ合衆国) [405]
  - シー・ラヴズ・ミー ( アメリカ合衆国) [406]
  - ナショナル・シアター・ライヴ 2019 「リア王」 ( イギリス) [407]
  - 波乗りオフィスへようこそ ( 日本) [408]
  - ハイ・ライフ ( ドイツ・ フランス・ イギリス・ ポルトガル・ アメリカ合衆国) [409]
  - ヒトラーVS.ピカソ 奪われた名画のゆくえ ( イタリア・ フランス・ ドイツ) [410]
  - 劇場版 響け!ユーフォニアム〜誓いのフィナーレ〜 ( 日本) [411]
  - 108時間 ( アルゼンチン・ スペイン・ ウルグアイ) [412]
  - ブレイブ・ロード〜名もなき英雄〜 ( トルコ) [413]
  - 僕たちのラストステージ ( イタリア・ カナダ・ アメリカ合衆国) [414]
- 20日
  - イメージの本 ( スイス・ フランス) [415]
  - 柄本家のゴドー ( 日本) [416]
  - 主戦場 ( アメリカ合衆国) [417]
  - スコット・ウォーカー 30世紀の男 ( イギリス) [418]
  - センターライン ( 日本) [419]
- 24日
  - ボリショイ・バレエ in シネマ Season 2018-2019『眠れる森の美女』 ( ロシア) [420]
- 26日
  - アベンジャーズ/エンドゲーム ( アメリカ合衆国) [421]
  - クイーン ヒストリー2 1980-1991 ( イギリス) [422]
  - THE QUAKE/ザ・クエイク ( ノルウェー) [423]
  - 東映まんがまつり ( 日本) [424]
    - 映画 おしりたんてい カレーなる じけん ( 日本) [425]
    - えいが うちの3姉妹 ( 日本) [426]
    - 映画 爆釣バーハンター 謎のバーコードトライアングル!爆釣れ!神海魚ポセイドン ( 日本) [427]
    - りさいくるずー ( 日本) [428]

  - バースデー・ワンダーランド ( 日本) [429]
  - ピア まちをつなぐもの ( 日本) [430]
  - HOMIE KEI 〜チカーノになった日本人〜 ( 日本) [431]
- 27日
  - あの日々の話 ( 日本) [432]
  - カンパイ! 日本酒に恋した女たち ( 日本) [433]
  - 救いの接吻 ( フランス) [434]
  - 誰がために憲法はある ( 日本) [435]
  - TAKAYUKI YAMADA DOCUMENTARY『No Pain, No Gain』 ( 日本) [436]
  - パパは奮闘中! ( ベルギー・ フランス) [437]
  - ビル・エヴァンス タイム・リメンバード ( アメリカ合衆国) [438]
  - 山懐に抱かれて ( 日本) [439]
  - リアム16歳、はじめての学校 ( カナダ) [440]

### 5月
- 3日
  - 映画 賭ケグルイ ( 日本) [441]
  - がんと生きる 言葉の処方箋 ( 日本) [442]
  - キュクロプス ( 日本) [443]
  - 恋するふたり ( 日本) [444]
  - ザ・フォーリナー/復讐者 ( イギリス・ 中国・ アメリカ合衆国) [445]
  - ドント・ウォーリー ( アメリカ合衆国) [446]
  - 中島みゆき「夜会工場VOL.2」劇場版 ( 日本) [447]
  - 薔薇とチューリップ ( 日本) [448]
  - ペガサス/飛馳人生 ( 日本) [449]
  - 名探偵ピカチュウ ( アメリカ合衆国) [450]
  - ルパンレンジャーVSパトレンジャーVSキュウレンジャー ( 日本) [451]
- 4日
  - KING OF PRISM -Shiny Seven Stars- IV ルヰ×シン×Unknown ( 日本) [452]
  - 浜辺のゲーム ( 日本・ タイ・ マレーシア・ 韓国) [453]
- 10日
  - RBG 最強の85才 ( アメリカ合衆国) [454]
  - オーヴァーロード ( アメリカ合衆国)[455]
  - ゲキ×シネ「髑髏城の七人 Season風」 ( 日本) [456]
  - 甲鉄城のカバネリ 海門決戦 ( 日本) [457]
  - ザ・レセプショニスト ( イギリス・ 台湾) [458]
  - スケート・キッチン ( アメリカ合衆国) [459]
  - ダヤンとタマと飛び猫と 〜3つの猫の物語〜 ( 日本) [460]
  - チア男子!! ( 日本) [461]
  - 電気海月のインシデント ( 日本) [462]
  - 映画 としまえん ( 日本) [463]
  - ばあばは、だいじょうぶ ( 日本) [464]
  - 初恋〜お父さん、チビがいなくなりました ( 日本) [465]
  - 轢き逃げ 最高の最悪な日 ( 日本) [466]
  - 映画版 ふたりエッチ 〜ダブル・ラブ〜 ( 日本) [467]
  - 僕に、会いたかった ( 日本) [468]
  - ホワイト・クロウ 伝説のダンサー ( イギリス・ ロシア・ フランス) [469]
  - METライブビューイング2018-19/ワーグナー《ワルキューレ》 ( アメリカ合衆国) [470]
  - ラ・ヨローナ〜泣く女〜 ( アメリカ合衆国) [471]
- 11日
  - CNBLUE FILM LIVE IN JAPAN 2011-2017 “OUR VOICES” ( 日本) [472]
  - 11月19日 ( 日本) [473]
  - ブルー・キャット・ブルース ( 日本) [474]
- 17日
  - アメリカン・アニマルズ ( アメリカ合衆国・ イギリス) [475]
  - 居眠り磐音 ( 日本) [476]
  - うちの執事が言うことには ( 日本) [477]
  - 英国ロイヤル・オペラ・ハウス　シネマシーズン 2018/19 ロイヤル・バレエ「ドン・キホーテ」 ( イギリス) [478]
  - ガルヴェストン ( アメリカ合衆国) [479]
  - コレット ( イギリス・ アメリカ合衆国) [480]
  - コンフィデンスマンJP ( 日本) [481]
  - 蒼穹のファフナー THE BEYOND/第一話「蒼穹作戦」第二話「楽園の子」第三話「運命の器」 ( 日本) [482]
  - 僕たちは希望という名の列車に乗った ( ドイツ) [483]
  - 魔睡 ( 日本) [484]
  - リトル・フォレスト 春夏秋冬 ( 韓国) [485]
  - レプリカズ ( アメリカ合衆国) [486]
- 18日
  - 最果てリストランテ ( 日本) [487]
  - ニューヨーク公共図書館 エクス・リブリス ( アメリカ合衆国) [488]
  - 僕とケアニンとおばあちゃんたちと。 ( 日本) [489]
  - マルリナの明日 ( インドネシア・ フランス・ マレーシア・ タイ) [490]
  - モラトリアム ( 日本) [491]
  - 雪子さんの足音 ( 日本) [492]
- 24日
  - 英国ロイヤル・オペラ・ハウス シネマシーズン 2018/19 ロイヤル・オペラ「運命の力」 ( イギリス) [493]
  - 神と共に 第一章: 罪と罰 ( 韓国) [494]
  - 機動戦士ガンダムNT〈パッケージ版〉 ( 日本) [495]
  - 空母いぶき ( 日本) [496]
  - 貞子 ( 日本) [497]
  - 歎異抄をひらく ( 日本) [498]
  - 小さな恋のうた ( 日本) [499]
  - バイオレンス・ボイジャー ( 日本) [500]
  - パリ、嘘つきな恋 ( フランス) [501]
  - プロメア ( 日本) [502]
  - ベン・イズ・バック ( アメリカ合衆国) [503]
  - 嵐電 ( 日本) [504]
- 25日
  - 兄消える ( 日本) [505]
  - オンネリとアンネリとひみつのさくせん ( フィンランド) [506]
  - 作兵衛さんと日本を掘る ( 日本) [507]
  - 台北セブンラブ ( 台湾) [508]
  - 武蔵 -むさし- ( 日本) [509]
  - パリの家族たち ( フランス) [510]
  - 1人のダンス ( 日本) [511]
  - もんちゃん ( 日本) [512]
- 29日
  - ボリショイ・バレエ in シネマ Season 2018-2019『黄金時代』 ( ロシア) [513]
- 31日
  - アナと世界の終わり ( イギリス) [514]
  - いつまでも忘れないよ ( 日本) [515]
  - イングランド・イズ・マイン モリッシー，はじまりの物語 ( イギリス) [516]
  - オーファンズ・ブルース ( 日本) [517]
  - 黒い乙女Q ( 日本) [518]
  - ゴジラ キング・オブ・モンスターズ ( アメリカ合衆国) [519]
  - さよならくちびる ( 日本) [520]
  - 長いお別れ ( 日本) [521]
  - ナショナル・シアター・ライヴ 2019 「英国万歳！」 ( イギリス) [522]
  - パラレルワールド・ラブストーリー ( 日本) [523]
  - 氷上の王、ジョン・カリー ( イギリス) [524]
  - 僕はイエス様が嫌い ( 日本) [525]
  - ライフ・オン・ザ・ロングボード 2nd Wave ( 日本) [526]
  - LUPIN THE IIIRD 峰不二子の嘘 ( 日本) [527]

### 6月
- 1日
  - ずぶぬれて犬ころ ( 日本) [528]
  - 誰もがそれを知っている ( スペイン・ フランス・ イタリア) [529]
  - 二宮金次郎 ( 日本) [530]
  - メモリーズ・オブ・サマー ( ポーランド) [531]
- 2日
  - クイーン・オブ・アイルランド ( アイルランド) [532]
- 6日
  - 聖☆おにいさん 第II紀 ( 日本) [533]
- 7日
  - アラジン ( アメリカ合衆国) [534]
  - エリカ38 ( 日本) [535]
  - 海獣の子供 ( 日本) [536]
  - ガーデンアパート ( 日本) [537]
  - クローゼットに閉じこめられた僕の奇想天外な旅 ( フランス・ アメリカ合衆国・ ベルギー・ シンガポール・ インド) [538]
  - The Crossing －ザ・クロッシング－ Part I ( 中国) [539]
  - スノー・ロワイヤル ( アメリカ合衆国) [540]
  - 声優ボウリングランプリ3 ( 日本) [541]
  - ハーツ・ビート・ラウド たびだちのうた ( アメリカ合衆国) [542]
  - パドマーワト 女神の誕生 ( インド) [543]
  - 町田くんの世界 ( 日本) [544]
  - METライブビューイング2018-19/プーランク《カルメル会修道女の対話》 ( アメリカ合衆国) [545]
- 8日
  - 99歳 母と暮らせば ( 日本) [546]
  - 慶州 ヒョンとユニ ( 韓国) [547]
  - クリムト エゴン・シーレとウィーン黄金時代 ( イタリア) [548]
  - 7月の物語 ( フランス) [549]
  - 月極オトコトモダチ ( 日本) [550]
  - 満月の夜には思い出して ( 日本) [551]
  - 勇者たちの休息 ( フランス) [552]
  - 悪い女はよく稼ぐ ( 日本) [553]
- 14日
  - ウィーアーリトルゾンビーズ ( 日本) [554]
  - 劇場版 うたの☆プリンスさまっ♪ マジLOVEキングダム ( 日本) [555]
  - 英国ロイヤル・オペラ・ハウス　シネマシーズン 2018/19 ロイヤル・オペラ「ファウスト」 ( イギリス) [556]
  - ガラスの城の約束 ( アメリカ合衆国) [557]
  - The Crossing -ザ・クロッシング- Part II ( 中国) [558]
  - 柴公園 ( 日本) [559]
  - 潤一 ( 日本) [560]
  - 劇場版 誰ガ為のアルケミスト ( 日本) [561]
  - 旅のおわり世界のはじまり ( 日本・ ウズベキスタン) [562]
  - TRAVERSE-トラバース- ( 日本) [563]
  - 泣くな赤鬼 ( 日本) [564]
  - ハウス・ジャック・ビルト ( デンマーク・ フランス・ ドイツ・ スウェーデン) [565]
  - パージ:エクスペリメント ( アメリカ合衆国) [566]
  - Fate/kaleid liner Prisma☆Illya プリズマ☆ファンタズム ( 日本) [567]
  - 耳を腐らせるほどの愛 ( 日本) [568]
  - メン・イン・ブラック:インターナショナル ( アメリカ合衆国) [569]
- 15日
  - アイたちの学校 ( 日本) [570]
  - 踊る!ホラーレストラン ( 日本) [571]
  - 女の機嫌の直し方 ( 日本) [572]
  - ガールズ&パンツァー 最終章 第2話 ( 日本) [573]
  - さよなら、退屈なレオニー ( カナダ) [574]
  - SANJU サンジュ ( インド) [575]
  - 青春ブタ野郎はゆめみる少女の夢を見ない ( 日本) [576]
  - 手のひらに込めて ( 日本) [577]
  - トゥレップ〜「海獣の子供」を探して〜 ( 日本) [578]
  - 陽のあたる町 ( ジョージア・ アメリカ合衆国・ カタール・ オランダ) [579]
  - 燃えよ!失敗女子 ( 日本) [580]
- 21日
  - X-MEN:ダーク・フェニックス ( アメリカ合衆国) [581]
  - 家族にサルーテ! イスキア島は大騒動 ( イタリア) [582]
  - きみと、波にのれたら ( 日本) [583]
  - こはく ( 日本) [584]
  - ザ・ファブル ( 日本) [585]
  - シネマ歌舞伎
    - 坂東玉三郎 鷺娘 ( 日本) [586]
    - 日高川入相花王 ( 日本) [587]

  - ジョナサン -ふたつの顔の男- ( アメリカ合衆国) [588]
  - 哲人王 〜李登輝対話篇〜 ( 日本) [589]
  - Tribe Called Discord: Documentary of GEZAN ( 日本) [590]
  - ナショナル・シアター・ライヴ 2019 「アントニーとクレオパトラ」 ( イギリス) [591]
  - 薄暮 ( 日本) [592]
  - パピヨン ( アメリカ合衆国・ セルビア・ モンテネグロ・ マルタ) [593]
  - 劇場版 ファイナルファンタジーXIV 光のお父さん ( 日本) [594]
  - 明治東亰恋伽 ( 日本) [595]
- 22日
  - あいが、そいで、こい ( 日本) [596]
  - アマンダと僕 ( フランス) [597]
  - ある町の高い煙突 ( 日本) [598]
  - アンノウン・ソルジャー 英雄なき戦場 ( フィンランド) [599]
  - 一文字拳 序章 -最強カンフー少年対地獄の殺人空手使い- ( 日本) [600]
  - カクテル・パーティー ( アメリカ合衆国・ 日本) [601]
  - カスリコ ( 日本) [602]
  - ココロ、オドル ( 日本) [603]
  - JUNG YONG HWA: FILM CONCERT 2015-2018 “Feel the Voice” ( 日本) [604]
  - スリーアウト! -プレイボール篇- ( 日本) [605]
  - それでも、僕は夢を見る ( 日本) [606]
- 28日
  - 英国ロイヤル・オペラ・ハウス　シネマシーズン 2018/19 ロイヤル・バレエ「ウィズイン・ザ・ゴールデン・アワー／メデューサ／フライト・パターン」 ( イギリス) [607]
  - 神と共に 第二章: 因と縁 ( 韓国) [608]
  - 今日も嫌がらせ弁当 ( 日本) [609]
  - COLD WAR あの歌、2つの心 ( ポーランド・ イギリス・ フランス) [610]
  - 新聞記者 ( 日本) [611]
  - スパイダーマン:ファー・フロム・ホーム ( アメリカ合衆国) [612]
  - それいけ!アンパンマン きらめけ!アイスの国のバニラ姫 ( 日本) [613]
  - 凪待ち ( 日本) [614]
  - 劇場版パタリロ! ( 日本) [615]
  - ハッピー・デス・デイ ( アメリカ合衆国) [616]
  - ピアッシング ( アメリカ合衆国) [617]
  - ホットギミック ガールミーツボーイ ( 日本) [618]
  - 無双の鉄拳 ( 韓国) [619]
- 29日
  - イーちゃんの白い杖 ( 日本) [620]
  - シード 〜生命の糧〜 ( アメリカ合衆国) [621]
  - CINEMA JOURNEY 湯梨浜×門司×宗像
    - あなたがここにいるだけで むなかた三姉妹物語 ( 日本) [622]
    - 梨君たまこと牙のゆくえ ( 日本) [623]
    - レトロの愛情 ( 日本) [624]

  - 世界のアニメーションシアター WAT 2019 ヴィジュアルに、発信する女性たち ( 日本・ スウェーデン・ 韓国) [625]
  - センコロール コネクト ( 日本) [626]
  - チョンティチャ ( 日本) [627]
  - デリバリー ( 日本) [628]
  - ニューヨーク 最高の訳あり物件 ( ドイツ) [629]
  - フレームアームズ・ガール〜きゃっきゃうふふなワンダーランド〜 ( 日本) [630]
  - ペトラは静かに対峙する ( スペイン・ フランス・ デンマーク) [631]

### 7月
- 5日
  - 安市城 グレート・バトル ( 韓国) [632]
  - いちごの唄 ( 日本) [633]
  - いつのまにか、ここにいる Documentary of 乃木坂46 ( 日本) [634]
  - Girl/ガール ( ベルギー) [635]
  - GOZEN -純恋の剣- ( 日本) [636]
  - ゴールデン・リバー ( アメリカ合衆国・ フランス・ ルーマニア・ スペイン) [637]
  - 最短距離は回りくどくて、 ( 日本) [638]
  - Diner ダイナー ( 日本) [639]
  - 不感症になっていくこれからの僕らについて ( 日本) [640]
  - 劇場版 Free!-Road to the World-夢 ( 日本) [641]
  - ボーダーライン: ソマリア・ウォー ( ソマリア・ ケニア・ スーダン・ 南アフリカ共和国・ アメリカ合衆国) [642]
  - MONGOL800 -message- ( 日本) [643]
  - ラバーボーイ ( アメリカ合衆国) [644]
  - ワイルドライフ ( アメリカ合衆国) [645]
- 6日
  - 歌ってみた 恋してみた ( 日本) [646]
  - えんとこの歌 寝たきり歌人・遠藤滋 ( 日本) [647]
  - OVER TIME -新生・川崎ブレイブサンダース、知られざる物語- ( 日本) [648]
  - こはく ( 日本) [649]
  - サマーフィーリング ( フランス・ スペイン) [650]
  - 絶望の怪物 ( 日本) [651]
  - 田園の守り人たち ( フランス・ スイス) [652]
  - 破天荒ボクサー ( 日本) [653]
  - 光関係 ( 日本) [654]
  - 変態 metamorphose ( 日本) [655]
- 9日
  - ウーマンウーマンウーマン ( 日本) [656]
- 12日
  - アイアン・スカイ 第三帝国の逆襲 ( フィンランド・ ドイツ) [657]
  - カニバ パリ人肉事件38年目の真実 ( フランス・ アメリカ合衆国) [658]
  - 広告会社、男子寮のおかずくん ( 日本) [659]
  - さらば愛しきアウトロー ( アメリカ合衆国) [660]
  - 三人の夫 ( 香港) [661]
  - 17歳のシンデレラ ( 日本) [662]
  - シンク・オア・スイム イチかバチか俺たちの夢 ( フランス) [663]
  - デッド・ウィッシュ ( アメリカ合衆国) [664]
  - トイ・ストーリー4 ( アメリカ合衆国) [665]
  - ドール・メーカー ( アメリカ合衆国) [666]
  - ナショナル・シアター・ライヴ 2019 「アレルヤ!」 ( イギリス) [667]
  - ハッピー・デス・デイ 2U ( アメリカ合衆国) [668]
  - ブロードウェイ版 ロミオとジュリエット ( アメリカ合衆国) [669]
  - ミュウツーの逆襲 EVOLUTION ( 日本) [670]
- 13日
  - ANIARA アニアーラ ( スウェーデン・ デンマーク) [671]
  - 蟹の惑星 ( 日本) [672]
  - からっぽ 特別増補版 ( 日本) [673]
  - キラーズ・セッション ( イギリス) [674]
  - 幸福の目 ( 日本) [675]
  - 殺し屋 ( アメリカ合衆国) [676]
  - シアノス ( 日本) [677]
  - TOURISM ( シンガポール・ 日本) [678]
  - 東京干潟 ( 日本) [679]
  - ハッパGoGo 大統領極秘指令 ( ウルグアイ・ アメリカ合衆国) [680]
  - モンスターズ 悪魔の復讐 ( アメリカ合衆国) [681]
- 14日
  - ソード・オブ・レジェンド 古剣奇譚 ( 中国) [682]
  - ダーティ・ガイズ パリ風俗街潜入捜査線 ( フランス・ ベルギー) [683]
  - ハロウィーン ( アメリカ合衆国) [684]
  - リービング・アフガニスタン ( ロシア) [685]
  - ワイルド・レース ( スペイン・ イタリア・ イギリス) [686]
- 15日
  - 世界にひとつのロマンティック ( アメリカ合衆国・ イギリス) [687]
  - フローズン・ブレイク ( ロシア) [688]
  - モンスター・フェスティバル ( アメリカ合衆国) [689]
- 16日
  - ハッピーシェフ! 恋するライバル ( カナダ・ アメリカ合衆国) [690]
- 19日
  - アポロ11 完全版 ( アメリカ合衆国) [691]
  - アンダー・ユア・ベッド ( 日本) [692]
  - イル・ヴォーロ with プラシド・ドミンゴ　魅惑のライブ～3大テノールに捧ぐ ( イギリス) [693]
  - Walking Meat ( 日本) [694]
  - 工作 黒金星と呼ばれた男 ( 韓国) [695]
  - チャイルド・プレイ ( アメリカ合衆国) [696]
  - 天気の子 ( 日本) [697]
  - 東京喰種 トーキョーグール【S】 ( 日本) [698]
  - ポラロイド ( アメリカ合衆国) [699]
  - マーウェン ( アメリカ合衆国) [700]
  - マスターズ・オブ・ホラー ( アメリカ合衆国) [701]
- 20日
  - 暁闇 ( 日本) [702]
  - グレイテスト・サマー ( アメリカ合衆国) [703]
  - 五億円のじんせい ( 日本) [704]
  - 存在のない子供たち ( レバノン・ フランス) [705]
  - 練馬ゾンビナイト ( 日本) [706]
  - PROSPECT プロスペクト ( アメリカ合衆国) [707]
  - もう走りたくない ( 日本) [708]
- 21日
  - アヴリルと奇妙な世界 ( フランス・ ベルギー・ カナダ) [709]
  - 特殊部隊ウルフ・スクワッド ( トルコ) [710]
- 22日
  - 王の預言書 ( 韓国) [711]
  - 復讐の十字架 ( イギリス) [712]
- 23日
  - ゾンビの中心で、愛をさけぶ ( デンマーク・ スウェーデン) [713]
- 24日
  - ガール・イン・ザ・ミラー ( カナダ) [714]
  - バッド・ディシジョン 終わりなき悪夢のはじまり ( アメリカ合衆国) [715]
- 25日
  - 背徳と貴婦人 ( 中国・ フランス) [716]
- 26日
  - 藍色少年少女 ( 日本) [717]
  - アスリート〜俺が彼に溺れた日々〜 ( 日本) [718]
  - アルキメデスの大戦 ( 日本) [719]
  - 劇場版 仮面ライダージオウ Over Quartzer ( 日本) [720]
  - 騎士竜戦隊リュウソウジャー THE MOVIE タイムスリップ!恐竜パニック!! ( 日本) [721]
  - 出国 造られた工作員 ( 韓国) [722]
  - 徐福〜永遠の命を探して〜 ( 日本) [723]
  - セーラ 少女のめざめ ( アメリカ合衆国・ ベルギー) [724]
  - 超新星10th Anniversary Film〜絆は永遠に〜 ( 日本) [725]
  - ヒョンジェ〜釜山港の兄弟〜 ( 韓国) [726]
  - ペット2 ( アメリカ合衆国) [727]
  - ミニオンのキャンプで爆笑大バトル ( アメリカ合衆国) [728]
  - モデル 雅子 を追う旅 ( 日本) [729]
  - よこがお ( 日本・ フランス) [730]
- 27日
  - アマノジャク・思春期 ( 日本) [731]
  - アヤクーチョの唄と秩父の山 ( 日本) [732]
  - 生き人形マリア ( フィリピン) [733]
  - キスは命がけ! ( 日本) [734]
  - 北の果ての小さな村で ( フランス) [735]
  - 教科書にないッ!5 ( 日本) [736]
  - 隣の影 ( アイスランド・ デンマーク・ ポーランド・ ドイツ) [737]
  - 浜の記憶 ( 日本) [738]
  - パラダイス・ネクスト ( 日本・ 台湾) [739]
  - ブレス あの波の向こうへ ( オーストラリア) [740]
  - ホール・イン・ザ・グラウンド ( アイルランド・ ベルギー・ フィンランド) [741]
  - 約束の時間 ( 日本) [742]
- 28日
  - 教科書にないッ!6 ( 日本) [743]
- 31日
  - チャーリー・セズ/マンソンの女たち ( アメリカ合衆国) [744]

### 8月
- 1日
  - 4×4 殺人四駆 ( アルゼンチン・ スペイン) [745]
- 2日
  - あなたの名前を呼べたなら ( インド・ フランス) [746]
  - 風をつかまえた少年 ( イギリス・ マラウイ) [747]
  - 守護教師 ( 韓国) [748]
  - 世界の涯ての鼓動 ( イギリス) [749]
  - トム・オブ・フィンランド ( フィンランド・ スウェーデン・ デンマーク・ ドイツ) [750]
  - ドラゴンクエスト ユア・ストーリー ( 日本) [751]
  - ワイルド・スピード/スーパーコンボ ( アメリカ合衆国) [752]
- 3日
  - 伊藤智之 短編特集 悪魔の舞を手に入れし者 四畳半三部作 ( 日本)
    - 悪魔の舞を手に入れし者 ( 日本) [753]
    - エモーショナルレモン 旅立ちはいつもレモンの味がする、あなたはどんな味がする？ ( 日本) [754]
    - 優しいシャツ カナタソウタロウの旅 ( 日本) [755]

  - グッド・ヴァイブレーションズ ( イギリス・ アイルランド) [756]
  - サマー・オブ・84 ( カナダ) [757]
  - 太陽がほしい 劇場版 ( 中国・ 日本) [758]
  - 夏少女 ( 日本) [759][760]
  - 飄々 拝啓、大塚康生様 ( 日本) [761]
  - メランコリック ( 日本) [762]
  - 私たちは、 ( 日本) [763]
- 7日
  - BRING THE SOUL: THE MOVIE ( 韓国) [764]
- 9日
  - カーライル ニューヨークが恋したホテル ( アメリカ合衆国) [765]
  - ゴーストランドの惨劇 ( フランス・ カナダ) [766]
  - JKエレジー ( 日本) [767]
  - シークレット・スーパースター ( インド) [768]
  - ピータールー マンチェスターの悲劇 ( イギリス) [769]
  - 僕の中のあいつ ( 韓国) [770]
  - ライオン・キング ( アメリカ合衆国) [771]
  - ONE PIECE STAMPEDE ( 日本) [772]
- 10日
  - カーマイン・ストリート・ギター ( カナダ) [773]
  - つむぎのラジオ ( 日本) [774]
  - マイ・エンジェル ( フランス) [775]
- 16日
  - イソップの思うツボ ( 日本) [776]
  - 命みじかし、恋せよ乙女 ( ドイツ) [777]
  - 永遠に僕のもの ( アルゼンチン・ スペイン) [778]
  - 感染家族 ( 韓国) [779]
  - 黒い乙女A ( 日本) [780]
  - ゲキ×シネ「髑髏城の七人 Season月《上弦の月》」 ( 日本) [781]
  - KESARI/ケサリ 21人の勇者たち ( インド) [782]
  - ダンスウィズミー ( 日本) [783]
  - HOT SUMMER NIGHTS/ホット・サマー・ナイツ ( アメリカ合衆国) [784]
- 17日
  - アートのお値段 ( アメリカ合衆国) [785]
  - 鉄道運転士の花束 ( セルビア・ クロアチア) [786]
  - 松永天馬殺人事件 ( 日本) [787]
- 23日
  - 言えない気持ちに蓋をして ( 日本) [788]
  - いつか… ( 日本) [789]
  - 英国ロイヤル・オペラ・ハウス シネマシーズン 2018/19 ロイヤル・バレエ「ロミオとジュリエット」 ( イギリス) [790]
  - 劇場版 おっさんずラブ 〜LOVE or DEAD〜 ( 日本) [791]
  - 怪談新耳袋Gメン 孤島編 ( 日本) [792]
  - 火口のふたり ( 日本) [793]
  - ゲキ×シネ「髑髏城の七人 Season月《下弦の月》」 ( 日本) [794]
  - 残念なアイドルはゾンビメイクがよく似合う ( 日本) [795]
  - 蘇生II 愛と微生物 ( 日本) [796]
  - 正しいバスの見分けかた ( 日本) [797]
  - ドッグマン ( イタリア) [798]
  - なれない二人 ( 日本) [799]
  - 二ノ国 ( 日本) [800]
  - VAMP ( 日本) [801]
  - 星に願いを ( 日本) [802]
  - ロケットマン ( イギリス) [803]
- 24日
  - アイムクレイジー ( 日本) [804]
  - アヤクーチョの唱と秩父の山 ( 日本) [805]
  - 米軍が最も恐れた男 カメジロー不屈の生涯 ( 日本) [806]
  - お百姓さんになりたい ( 日本) [807]
  - シオリノインム ( 日本) [808]
  - ジョアン・ジルベルトを探して ( スイス・ ドイツ・ フランス) [809]
  - 青春カレイドスコープ ( 日本) [810]
  - 聖なる泉の少女 ( ジョージア・ リトアニア) [811]
  - セックスの季節 ( 日本) [812]
  - ディリリとパリの時間旅行 ( フランス・ ドイツ・ ベルギー) [813]
  - 星を捨てて ( 日本) [814]
  - 無限ファンデーション ( 日本) [815]
  - やりたいふたり ( 日本) [816]
- 25日
  - アノコノシタタリ ( 日本) [817]
  - 長崎家の崩壊 ( 日本) [818]
  - BEYOND BLOOD ( 日本) [819]
- 26日
  - たわわな気持ち ( 日本) [820]
- 27日
  - スナックあけみ ( 日本) [821]
  - 平成風俗史 ( 日本) [822]
- 28日
  - ちゃのまつかのま ( 日本) [823]
  - まりかマリカまりか ( 日本) [824]
- 29日
  - 劇場版・悦楽クリニック! 凛子の淫らな冒険 ( 日本) [825]
  - まん・なか You’re My Rock ( 日本) [826]
- 30日
  - おしえて!ドクター・ルース ( アメリカ合衆国) [827]
  - ガーンジー島の読書会の秘密 ( フランス・ イギリス) [828]
  - 恋するアンチヒーロー THE MOVIE ( 日本) [829]
  - 映画 この素晴らしい世界に祝福を!紅伝説 ( 日本) [830]
  - ザ・ネゴシエーション ( 韓国) [831]
  - 死にたくなるよと夜泣くタニシ ( 日本) [832]
  - トールキン 旅のはじまり ( アメリカ合衆国) [833]
  - ハリウッド1969 シャロン・テートの亡霊 ( アメリカ合衆国) [834]
  - 光り合う生命。-心に寄り添う。2- ( 日本) [835]
  - 引っ越し大名! ( 日本) [836]
  - ブラインドスポッティング ( アメリカ合衆国) [837]
  - プリズン13 ( 日本) [838]
  - ブルー・ダイヤモンド ( カナダ・ アメリカ合衆国) [839]
  - やっぱり契約破棄していいですか!? ( イギリス) [840]
  - ワンス・アポン・ア・タイム・イン・ハリウッド ( アメリカ合衆国) [841]
- 31日
  - 大人の同級生 ( 日本) [842]
  - ニジノキセキ ( 日本) [843]

### 9月
- 6日
  - アス ( アメリカ合衆国) [844]
  - いなくなれ、群青 ( 日本) [845]
  - ヴァイオレット・エヴァーガーデン 外伝 -永遠と自動手記人形- ( 日本) [846]
  - 帰れない二人 ( 中国・ フランス) [847]
  - 影に抱かれて眠れ ( 日本) [848]
  - かぐや様は告らせたい〜天才たちの恋愛頭脳戦〜 ( 日本) [849]
  - 荒野の誓い ( アメリカ合衆国) [850]
  - 左様なら ( 日本) [851]
  - SHADOW/影武者 ( 中国) [852]
  - スタートアップ・ガールズ ( 日本) [853]
  - 台風家族 ( 日本) [854]
  - タロウのバカ ( 日本) [855]
  - トリプル・スレット ( タイ・ 中国・ アメリカ合衆国) [856]
  - ナショナル・シアター・ライヴ 2019 「リチャード二世」 ( イギリス) [857]
  - ビルド NEW WORLD 仮面ライダーグリス ( 日本) [858]
    - ドルヲタ、推しと付き合うってよ ( 日本) [859]

  - ヒンディー・ミディアム ( インド) [860]
  - フリーソロ ( アメリカ合衆国) [861]
  - ブルーノート・レコード ジャズを超えて ( スイス・ イギリス) [862]
  - ラスト・ムービースター ( アメリカ合衆国) [863]
  - ロング・ウェイ・ノース 地球のてっぺん ( フランス・ デンマーク) [864]
- 7日
  - かぞくあわせ ( 日本) [865]
- 13日
  - ある船頭の話 ( 日本) [866]
  - 王様になれ ( 日本) [867]
  - お料理帖〜息子に遺す記憶のレシピ〜 ( 韓国) [868]
  - 記憶にございません! ( 日本) [869]
  - サタンタンゴ ( ハンガリー・ ドイツ・ スイス) [870]
  - 人間失格 太宰治と3人の女たち ( 日本) [871]
  - BanG Dream! FILM LIVE ( 日本) [872]
  - プライベート・ウォー ( イギリス・ アメリカ合衆国) [873]
  - 僕のワンダフル・ジャーニー ( アメリカ合衆国) [874]
  - みとりし ( 日本) [875]
- 14日
  - 今さら言えない小さな秘密 ( フランス) [876]
  - サウナのあるところ ( フィンランド) [877]
- 15日
  - アタック・オブ・ザ・ジャイアントティーチャー ( 日本) [878]
- 20日
  - アイネクライネナハトムジーク ( 日本) [879]
  - アド・アストラ ( アメリカ合衆国) [880]
  - アナベル 死霊博物館 ( アメリカ合衆国) [881]
  - エイス・グレード 世界でいちばんクールな私へ ( アメリカ合衆国) [882]
  - おいしい家族 ( 日本) [883]
  - 王宮の夜鬼 ( 韓国) [884]
  - 帰ってきたムッソリーニ ( イタリア) [885]
  - ゴーストマスク〜傷〜 ( 日本・ 韓国) [886]
  - 3人の信長 ( 日本) [887]
  - シンクロ・ダンディーズ! ( イギリス) [888]
  - 葬式の名人（ 日本）[889]
  - 狼煙が呼ぶ ( 日本) [890]
  - 初恋ロスタイム ( 日本) [891]
  - パラレルワールド・シアター ( 日本) [892]
  - HELLO WORLD ( 日本) [893]
  - 見えない目撃者 ( 日本) [894]
  - レディ・マエストロ ( オランダ) [895]
  - LENS ( 香港・ 日本) [896]
- 21日
  - アルツハイマーと僕 〜グレン・キャンベル 音楽の奇跡〜 ( アメリカ合衆国) [897]
  - ザ・ヒストリー・オブ・シカゴ ナウ・モア・ザン・エヴァー ( アメリカ合衆国) [898]
  - 小世界 ( 日本) [899]
  - 人生をしまう時間 ( 日本) [900]
  - セカイイチオイシイ水 〜マロンパティの涙〜 ( 日本) [901]
  - 三つの朝 ( 日本) [902]
  - 乱反射 ( 日本) [903]
- 27日
  - 惡の華 ( 日本) [904]
  - WEEKEND ウィークエンド ( イギリス) [905]
  - 銀河英雄伝説 Die Neue These 星乱 第一章 ( 日本) [906]
  - サラブレッド ( アメリカ合衆国) [907]
  - シネマ歌舞伎特別篇 幽玄 ( 日本) [908]
  - 劇場版 そして、生きる ( 日本) [909]
  - 大脱出3 ( アメリカ合衆国) [910]
  - 任侠学園 ( 日本) [911]
  - ハミングバード・プロジェクト 0.001秒の男たち ( カナダ・ ベルギー) [912]
  - パリに見出されたピアニスト ( フランス・ ベルギー [913]
  - ヘルボーイ ( アメリカ合衆国) [914]
  - ホテル・ムンバイ ( オーストラリア・ アメリカ合衆国・ インド) [915]
  - ホラーちゃんねる ( 日本) [916]
  - 宮本から君へ ( 日本) [917]
  - 酔いどれ声優放浪記 せいべろ【新橋篇】 ( 日本) [918]
  - ライリー・ノース -復讐の女神- ( アメリカ合衆国・ 香港) [919]
  - ワンス・アポン・ア・タイム・イン・ザ・ウェスト ( イタリア・ アメリカ合衆国) [920]
- 28日
  - エセルとアーネスト ふたりの物語 ( イギリス・ ルクセンブルク) [921]
  - お嬢ちゃん ( 日本) [922]
  - 交換日記 ( 日本・ 韓国) [923]
  - 春画と日本人 ( 日本) [924]
  - 誰もいない部屋 ( 日本) [925]
  - バオバオ フツウの家族 ( 台湾) [926]
  - ふたり ( 日本) [927]

### 10月
- 4日
  - エンテベ空港の7日間 ( イギリス・ アメリカ合衆国) [928]
  - 牙狼<GARO> -月虹ノ旅人- ( 日本) [929]
  - “樹木希林”を生きる ( 日本) [930]
  - 下忍 赤い影 ( 日本) [931]
  - ジョーカー ( アメリカ合衆国) [932]
  - ジョン・ウィック:パラベラム ( アメリカ合衆国) [933]
  -  ストライクウィッチーズ 劇場版 501部隊発進しますっ! ( 日本) [934]
  - 先生から ( 日本) [935]
  - ダウト～嘘つきオトコは誰?～ ( 日本) [936]
  - 典座 -TENZO- ( 日本) [937]
  - 東京ワイン会ピープル ( 日本) [938]
  - 毒戦 BELIEVER ( 韓国) [939]
  - ナショナル・シアター・ライヴ 2019 「みんな我が子」 ( イギリス) [940]
  - HiGH&LOW THE WORST ( 日本) [941]
  - ヒキタさん! ご懐妊ですよ ( 日本) [942]
  - Mr.&Ms.スティーラー ( アメリカ合衆国) [943]
  - 蜜蜂と遠雷 ( 日本) [944]
  - LET IT BE －君が君らしくあるように－ ( 日本) [945]
- 5日
  - 青のハスより ( 日本) [946]
  - いけにえマン ( 日本) [947]
  - 海山 たけのおと ( アメリカ合衆国・ 日本) [948]
  - はらわたマン ( 日本) [949]
  - BLACKFOX ( 日本) [950]
  - ホームステイ ボクと僕の100日間 ( タイ) [951]
  - 向こうの家 ( 日本) [952]
- 9日
  - メタリカ＆サンフランシスコ交響楽団: S&M² ( アメリカ合衆国) [953]
- 11日
  - アップグレード ( アメリカ合衆国) [954]
  - イエスタデイ ( イギリス) [955]
  - 15ミニッツ・ウォー ( フランス・ ベルギー) [956]
  - WALKING MAN ( 日本) [957]
  - WELCOME TO JAPAN 日の丸ランチボックス ( 日本) [958]
  - 英雄は嘘がお好き ( フランス) [959]
  - クロール -凶暴領域- ( アメリカ合衆国) [960]
  - 最高の人生の見つけ方 ( 日本) [961]
  - 真実 ( フランス・ 日本) [962]
  - 空の青さを知る人よ ( 日本) [963]
  - 第三夫人と髪飾り ( ベトナム) [964]
  - 血を吸う粘土 派生 ( 日本) [965]
  - 東京アディオス ( 日本) [966]
  - トスカーナの幸せレシピ ( イタリア) [967]
  - パペット・マスター ( イギリス・ アメリカ合衆国) [968]
  - ブルーアワーにぶっ飛ばす ( 日本) [969]
  - 細い目 ( マレーシア) [970]
  - ボーダー 二つの世界 ( スウェーデン・ デンマーク) [971]
  - 魔界探偵ゴーゴリ 暗黒の騎士と生け贄の美女たち ( ロシア) [972]
- 12日
  - アイニ向カッテ ( 日本) [973]
  - いつかのふたり ( 日本) [974]
  - 天才たちの頭の中～世界を面白くする107のヒント～ ( ドイツ) [975]
- 18日
  - AI探偵 ( 日本) [976]
  - A.I.ライジング ( セルビア) [977]
  - 駅までの道をおしえて ( 日本) [978]
  - 解放区 ( 日本) [979]
  - ガリーボーイ ( インド) [980]
  - シネマ歌舞伎 スーパー歌舞伎 ヤマトタケル ( 日本) [981]
  - スペシャルアクターズ ( 日本) [982]
  - 世界から希望が消えたなら。 ( 日本) [983]
  - 探偵は、今夜も憂鬱な夢を見る。2 ( 日本) [984]
  - 42ndストリート ( イギリス) [985]
  - フッド: ザ・ビギニング ( アメリカ合衆国) [986]
  - ボリショイ・バレエ in シネマ Season 2018-2019 「眠れる森の美女」 ( ロシア) [987]
  - マレフィセント2 ( アメリカ合衆国) [988]
  - 楽園 ( 日本) [989]
- 19日
  - 愛の小さな歴史 誰でもない恋人たちの風景vol.1 ( 日本) [990]
  - アダムズ・アップル ( デンマーク・ ドイツ) [991]
  - 映画 スター☆トゥインクルプリキュア 星のうたに想いをこめて ( 日本) [992]
  - ドリーミング村上春樹 ( デンマーク) [993]
  - ボリショイ・バレエ in シネマ Season 2018-2019 「くるみ割り人形」 ( ロシア) [994]
- 20日
  - ボリショイ・バレエ in シネマ Season 2018-2019 「ラ・シルフィード」 ( ロシア) [995]
- 21日
  - ボリショイ・バレエ in シネマ Season 2018-2019 「ラ・バヤデール」 ( ロシア) [996]
- 22日
  - ボリショイ・バレエ in シネマ Season 2018-2019 「カルメン組曲/ペトルーシュア」 ( ロシア) [997]
- 23日
  - ボリショイ・バレエ in シネマ Season 2018-2019 「黄金時代」 ( ロシア) [998]
- 24日
  - ボリショイ・バレエ in シネマ Season 2018-2019 「ドン・キホーテ」 ( ロシア) [999]
- 25日
  - 108〜海馬五郎の復讐と冒険〜 ( 日本) [1000]
  - キミだけにモテたいんだ。 ( 日本) [1001]
  - 銀河英雄伝説 Die Neue These 星乱 第二章 ( 日本) [1002]
  - キング ( アメリカ合衆国) [1003]
  - くらやみ祭の小川さん ( 日本) [1004]
  - ゴッホとヘレーネの森 クレラー・ミュラー美術館の至宝 ( イタリア) [1005]
  - ザ・ゴーレム ( イスラエル) [1006]
  - ザ・バウンサー ( フランス・  ベルギー・ イギリス領ヴァージン諸島) [1007]
  - Thunderbolt Fantasy 西幽玹歌 ( 日本・ 台湾) [1008]
  - ジェミニマン ( アメリカ合衆国) [1009]
  - 死体語り ( ブラジル) [1010]
  - スクールズ・アウト ( フランス) [1011]
  - スプーキッズ ザ・ムービー ( 韓国) [1012]
  - 超・少年探偵団NEO -Beginning- ( 日本) [1013]
  - T-34 レジェンド・オブ・ウォー ( ロシア) [1014]
  - 桃源郷ラビリンス～生々流転～ ( 日本) [1015]
  - 夏の夜空と秋の夕日と冬の朝と春の風 ( 日本) [1016]
  - 風水師 王の運命を決めた男 ( 韓国) [1017]
  - 普通は走り出す ( 日本) [1018]
  - マシュー・ボーン IN CINEMA/白鳥の湖 ( イギリス) [1019]
  - ロイヤルコーギー レックスの大冒険 ( ベルギー) [1020]
  - ロボット2.0 ( インド) [1021]
- 26日
  - 空中茶室を夢みた男 ( 日本) [1022]
  - この星は、私の星じゃない ( 日本) [1023]
  - 冴えない彼女の育てかた Fine ( 日本) [1024]
  - スケバンくノ一 ( 日本) [1025]
  - TOKYO24 ( 日本) [1026]
  - 一粒の麦 荻野吟子の生涯 ( 日本) [1027]

### 11月
- 1日
  - IDOL -あゝ無情- ( 日本) [1028]
  - IT/イット THE END “それ”が見えたら、終わり。 ( アメリカ合衆国) [1029]
  - X 謀略都市 ( ハンガリー) [1030]
  - 喝風太郎!! ( 日本) [1031]
  - キューブリックに愛された男 ( イタリア) [1032]
  - キューブリックに魅せられた男 ( アメリカ合衆国) [1033]
  - CLIMAX クライマックス ( フランス・ ベルギー) [1034]
  - 最初の晩餐 ( 日本) [1035]
  - ジョージア、ワインが生まれたところ ( アメリカ合衆国) [1036]
  - 真実 特別編集版 ( 日本・ フランス) [1037]
  - 人生、ただいま修行中 ( フランス) [1038]
  - どすこい!すけひら ( 日本) [1039]
  - NO SMOKING ( 日本) [1040]
  - 8番目の男 ( 韓国) [1041]
  - 不実な女と官能詩人 ( フランス) [1042]
  - ブラック校則 ( 日本) [1043]
  - 閉鎖病棟-それぞれの朝- ( 日本) [1044]
  - マイ・ビューティフル・デイズ ( アメリカ合衆国) [1045]
  - マチネの終わりに ( 日本) [1046]
  - ワイン・コーリング ( フランス) [1047]
  - 若さと馬鹿さ ( 日本) [1048]
- 2日
  - あなたを、想う。 ( 台湾・ 香港) [1049]
  - 貞観盛事 ( 中国) [1050]
  - 少女は夜明けに夢をみる ( イラン) [1051]
  - 曹操と楊修 ( 中国) [1052]
  - 象は静かに座っている ( 中国) [1053]
  - だってしょうがないじゃない ( 日本) [1054]
  - 積むさおり ( 日本) [1055]
  - ミゾロギミツキを探して ( 日本) [1056]
  - RUN!-3films- ( 日本) [1057]
  - LENS ( 香港・ 日本) [1058]
- 4日
  - 劇場版「REBECCA LIVE'85 Maybe Tomorrow Complete」 ( 日本) [1059]
- 8日
  - アースクエイクバード ( アメリカ合衆国) [1060]
  - ヴィニルと烏 ( 日本) [1061]
  - 永遠の門 ゴッホの見た未来 ( イギリス・ フランス・ アメリカ合衆国) [1062]
  - グレタ GRETA ( アイルランド・ アメリカ合衆国) [1063]
  - ゲキ×シネ 「修羅天魔 髑髏城の七人」Season極 ( 日本) [1064]
  - 国家が破産する日 ( 韓国) [1065]
  - シネマ歌舞伎 女殺油地獄 ( 日本) [1066]
  - スペインは呼んでいる ( イギリス) [1067]
  - 映画 すみっコぐらし とびだす絵本とひみつのコ ( 日本) [1068]
  - 生理ちゃん ( 日本) [1069]
  - 蒼穹のファフナー THE BEYOND/ 第四話「力なき者」 第五話「教え子」 第六話「その傍らに」 ( 日本) [1070]
  - その瞬間、僕は泣きたくなった-CINEMA FIGHTERS project- ( 日本) [1071]
  - ターミネーター:ニュー・フェイト ( アメリカ合衆国) [1072]
  - ナショナル・シアター・ライヴ 2019 「イヴの総て」 ( イギリス) [1073]
  - 残された者 -北の極地- ( アイスランド) [1074]
  - ひとよ ( 日本) [1075]
  - ベラのワンダフル・ホーム ( アメリカ合衆国) [1076]
  - マイ・フーリッシュ・ハート ( オランダ) [1077]
  - 夕陽のあと ( 日本) [1078]
  - Re:ゼロから始める異世界生活 氷結の絆 ( 日本) [1079]
  - レッド・ホークス ( トルコ) [1080]
- 9日
  - クライング フリー セックス Never Again! ( 日本) [1081]
  - 虚空門 GATE ( 日本) [1082]
  - デルフィーヌとキャロル ( フランス・ スイス) [1083]
  - ヌンチャクソウル ( 日本) [1084]
  - ラフィキ: ふたりの夢 ( ケニア・ 南アフリカ共和国・ フランス・ レバノン・ ノルウェー・ オランダ・ ドイツ) [1085]
- 10日
  - FREEDIM ( 日本) [1086]
- 15日
  - i -新聞記者ドキュメント- ( 日本) [1087]
  - アイリッシュマン ( アメリカ合衆国) [1088]
  - アンドレア・ボチェッリ 奇跡のテノール ( イタリア) [1089]
  - いのちスケッチ ( 日本) [1090]
  - エンジェルサイン ( 日本) [1091]
  - エンド・オブ・ステイツ ( アメリカ合衆国) [1092]
  - オーバー・エベレスト 陰謀の氷壁 ( 中国・ 日本) [1093]
  - 影踏み ( 日本) [1094]
  - 完璧な他人 ( 韓国) [1095]
  - 虐待の証明 ( 韓国) [1096]
  - 恐怖人形 ( 日本) [1097]
  - 下忍 青い影 ( 日本) [1098]
  - 殺さない彼と死なない彼女 ( 日本) [1099]
  - 地獄少女 ( 日本) [1100]
  - スーパーティーチャー 熱血格闘 ( 中国・ 香港) [1101]
  - 小さい魔女とワルプルギスの夜 ( ドイツ・ スイス) [1102]
  - テニスの王子様 BEST GAMES!! 不二 vs 切原 ( 日本) [1103]
  - ドアロック ( 韓国) [1104]
  - FIND ( 日本) [1105]
  - ブライトバーン/恐怖の拡散者 ( アメリカ合衆国) [1106]
  - ベル・カント とらわれのアリア ( アメリカ合衆国) [1107]
  - BOYS/ボーイズ ( オランダ) [1108]
  - マーダー・ミー・モンスター ( アルゼンチン・ フランス・ チリ) [1109]
  - 未成年 ( 韓国) [1110]
  - METライブビューイング2019-20 プッチーニ「トゥーランドット」 ( アメリカ合衆国) [1111]
  - 盲目のメロディ〜インド式殺人狂騒曲〜 ( インド) [1112]
  - LORO 欲望のイタリア ( イタリア) [1113]
  - わたしは光をにぎっている ( 日本) [1114]　　　
  - ワンス・アポン・ア・タイム・イン・ハリウッド/エクステンデッド・カット ( アメリカ合衆国) [1115]
- 16日
  - カーテンコール ( 日本) [1116]
  - 白と黒の同窓会 ( 日本) [1117]
  - そこにあるもの ( 日本) [1118]
  - 透明人間☆田村透 ( 日本) [1119]
  - バトル・オーシャン 海上決戦 ( 韓国) [1120]
  - 劇場版ほんとうにあった怖い話2019～冬の特別篇～ ( 日本) [1121]
  - ミドリムシの夢 ( 日本) [1122]
  - ゆうやけ子どもクラブ! ( 日本) [1123]
  - 羅小黒戦記 ( 中国) [1124]
- 17日
  - ディアスキン 鹿革の殺人鬼 ( フランス) [1125]
  - パパとムスメの7日間 ( ベトナム) [1126]
- 18日
  - カンフーリーグ ( 香港) [1127]
  - ザ・ソウルメイト ( 韓国) [1128]
- 19日
  - 金の亡者たち ( 韓国) [1129][1130]
  - ブレイム・ゲーム ( ドイツ) [1131]
- 20日
  - 虹色の朝が来るまで ( 日本) [1132]
- 22日
  - アナと雪の女王2 ( アメリカ合衆国) [1133]
  - EXIT ( 韓国) [1134]
  - 草間彌生∞INFINITY ( アメリカ合衆国) [1135]
  - 決算!忠臣蔵 ( 日本) [1136]
  - 『遮那王』-お江戸のキャンディー3 ( 日本) [1137]
  - 聖女 /Mad Sister ( 韓国) [1138]
  - セイビング・レニングラード 奇跡の脱出作戦 ( ロシア) [1139]
  - ゾンビランド:ダブルタップ ( アメリカ合衆国) [1140]
  - テルアビブ・オン・ファイア ( ルクセンブルク・ フランス・ イスラエル・ ベルギー) [1141]
  - 失くした体 ( フランス) [1142]
  - 爆裂魔神少女 バーストマシンガール ( 日本) [1143]
  - フラグタイム ( 日本) [1144]
  - ライフ・イットセルフ 未来に続く物語 ( アメリカ合衆国) [1145]
- 23日
  - 歩けない僕らは ( 日本) [1146]
  - お口の濃い人 ( 日本) [1147]
  - 男の優しさは全部下心なんですって ( 日本) [1148]
  - 海抜 ( 日本) [1149]
  - ガンバレとかうるせぇ ( 日本) [1150]
  - バウハウス 原形と神話 ( ドイツ) [1151]
  - バウハウス・スピリット ( ドイツ) [1152]
  - バウハウスの女性たち ( ドイツ) [1153]
  - HYDRA ( 日本) [1154]
  - ファグス グロピウスと近代建築の胎動 ( ドイツ) [1155]
  - ポイズンローズ ( アメリカ合衆国・ イタリア) [1156]
  - マックス・ビル 絶対的な視点 ( スイス) [1157]
  - ミース・オン・シーン ( スペイン) [1158]
- 28日
  - 英雄都市 ( 韓国) [1159]
- 29日
  - OUT ZONE ( 日本) [1160]
  - THE INFORMER/三秒間の死角 ( イギリス・ アメリカ合衆国・ カナダ) [1161]
  - おかざき恋愛四鏡 ( 日本) [1162]
  - 劇場版 ガンダム Ｇのレコンギスタ I 「行け！コア・ファイター」 ( 日本) [1163]
  - 気候戦士 ～クライメート・ウォーリアーズ～ ( ドイツ) [1164]
  - KIN/キン ( アメリカ合衆国) [1165]
  - 銀河英雄伝説 Die Neue These 星乱 第三章 ( 日本) [1166]
  - 熊川哲也 Kバレエ カンパニー 「くるみ割り人形」 in Cinema ( 日本) [1167]
  - 幸福路のチー ( 台湾) [1168]
  - コルボッコロ ( 日本) [1169]
  - サンタ・カンパニー ～クリスマスの秘密～ ( 日本) [1170]
  - シティーハンター THE MOVIE 史上最香のミッション ( フランス) [1171]
  - 高津川 ( 日本) [1172]
  - ドクター・スリープ ( アメリカ合衆国) [1173]
  - ドルフィン・マン～ジャック・マイヨール、蒼く深い海へ ( ギリシャ・ フランス・ 日本・ カナダ) [1174]
  - HUMAN LOST 人間失格 ( 日本) [1175]
  - 羊とオオカミの恋と殺人 ( 日本) [1176]
  - ファイティング・ファミリー ( アメリカ合衆国) [1177]
  - ぼくと、彼と、 ( 日本) [1178]
  - マリッジ・ストーリー ( アメリカ合衆国) [1179]
  - MANRIKI ( 日本) [1180]
  - METライブビューイング2019-20/マスネ「マノン」 ( アメリカ合衆国) [1181]
  - 読まれなかった小説 ( トルコ・ フランス・ ドイツ・ ブルガリア・ 北マケドニア・ ボスニア・ヘルツェゴビナ・ スウェーデン・ カタール) [1182]
  - ロンドン・バーニング ( イギリス) [1183]
- 30日
  - 馬ありて ( 日本) [1184]
  - M/村西とおる狂熱の日々 完全版 ( 日本) [1185]
  - 演じ屋 reDESIGN ( 日本) [1186]
  - ザ・スイム ( 中国) [1187]
  - 台湾、街かどの人形劇 ( 台湾) [1188]
  - 種をまく人 ( 日本) [1189]
  - ハルカの陶 ( 日本) [1190]
  - 漫画誕生 ( 日本) [1191]
  - 水と砂糖のように ( イタリア) [1192]

### 12月
- 2日
  - 王と道化師たち ( 韓国) [1193]
- 4日
  - トラップ 劇場版 ( 韓国) [1194]
- 5日
  - アルファ 殺しの権利 ( フィリピン) [1195]
- 6日
  - アンビション ( アメリカ合衆国) [1196]
  - エキストラ・バージン 世界一のオリーブオイル ( スペイン) [1197]
  - オペラNo.1 ( アメリカ合衆国) [1198]
  - “隠れビッチ”やってました。 ( 日本) [1199]
  - キッド ( アメリカ合衆国) [1200]
  - ゲキ×シネ「修羅天魔 ～髑髏城の七人 Season極」 ( 日本) [1201]
  - 幸福な囚人 ( 日本) [1202]
  - ゴーストマスター ( 日本) [1203]
  - 午前0時、キスしに来てよ ( 日本) [1204]
  - サバイビング・デザイアー ( アメリカ合衆国) [1205]
  - ジーザス・イズ・キング ( アメリカ合衆国) [1206]
  - セオリー・オブ・アチーヴメント ( アメリカ合衆国) [1207]
  - 地図職人の恋人 ( アメリカ合衆国) [1208]
  - 魔法少年☆ワイルドバージン ( 日本) [1209]
  - ラスト・クリスマス ( イギリス) [1210]
  - ルパン三世 THE FIRST ( 日本) [1211]
  - 私のちいさなお葬式 ( ロシア) [1212]
  - ワールドエンド・サーガ 世界感染 ( ドイツ) [1213]
- 7日
  - 沖縄 うりずんの雨 改訂版 ( 日本) [1214]
  - good people ( 日本) [1215]
  - こおろぎ ( 日本) [1216]
  - ジョン・デロリアン ( アメリカ合衆国) [1217]
  - 超 感染 ファイナル・デッド ( 中国) [1218]
  - 陸軍前橋飛行場 私たちの村も戦場だった ( 日本) [1219]
  - リンドグレーン ( スウェーデン・ デンマーク) [1220]
- 9日
  - サスペクト-薄氷の狂気- ( カナダ) [1221]
- 13日
  - アクセレーション ( アメリカ合衆国) [1222]
  - ある女優の不在 ( イラン) [1223]
  - 家族を想うとき ( イギリス・ フランス・ ベルギー) [1224]
  - <片隅>たちと生きる 監督・片渕須直の仕事 ( 日本) [1225]
  - カツベン! ( 日本) [1226]
  - 再会の夏 ( フランス・ ベルギー) [1227]
  - 屍人荘の殺人 ( 日本) [1228]
  - シュヴァルの理想宮 ある郵便配達員の夢 ( フランス) [1229]
  - ジュマンジ/ネクスト・レベル ( アメリカ合衆国) [1230]
  - スピード・スクワッド ひき逃げ専門捜査班 ( 韓国) [1231]
  - Necktie ( 日本) [1232]
  - パリの恋人たち ( フランス) [1233]
  - 映画 ひつじのショーン UFOフィーバー! ( イギリス・ フランス) [1234]
  - 2人のローマ教皇 ( イギリス・ イタリア・ アルゼンチン・ アメリカ合衆国) [1235]
  - ぼくらの7日間戦争 ( 日本) [1236]
  - 森山直太朗 人間の森をぬけて ( 日本) [1237]
  - 映画 妖怪学園Y 猫はHEROになれるか ( 日本) [1238]
- 14日
  - エッシャー 視覚の魔術師 ( オランダ) [1239]
  - セブンティーン モータース ( 日本) [1240]
  - 大観覧車 ( 日本・ 韓国) [1241]
  - つつんで、ひらいて ( 日本) [1242]
  - ツングースカ・バタフライ -サキとマリの物語- ( 日本) [1243]
- 18日
  - ボリショイ・バレエ in シネマ Season 2019-2020『くるみ割り人形』 ( ロシア) [1244]
- 20日
  - 永遠が通り過ぎていく ( 日本) [1245]
  - KILLERS/キラーズ ～10人の殺し屋たち～ ( アメリカ合衆国) [1246]
  - この世界の（さらにいくつもの）片隅に ( 日本) [1247]
  - さそりとかゑる ( 日本) [1248]
  - THE UPSIDE/最強のふたり ( アメリカ合衆国) [1249]
  - スター・ウォーズ/スカイウォーカーの夜明け ( アメリカ合衆国) [1250]
  - ゾンビプーラ ( シンガポール) [1251]
  - テッド・バンディ ( アメリカ合衆国) [1252]
  - デニス・ホッパー/狂気の旅路 ( アメリカ合衆国) [1253]
  - ドアロック ( 韓国) [1254]
  - ヒックとドラゴン 聖地への冒険 ( アメリカ合衆国) [1255]
  - FOR REAL -戻らない瞬間、残されるもの。- ( 日本) [1256]
  - 冬時間のパリ ( フランス) [1257]
  - ブレッドウィナー ( カナダ・ アイルランド・ ルクセンブルク) [1258]
  - 僕のヒーローアカデミア THE MOVIE ヒーローズ:ライジング ( 日本) [1259]
  - 野獣処刑人 ザ・ブロンソン ( アメリカ合衆国) [1260]
  - レイト・アフタヌーン ( アイルランド) [1261]
- 21日
  - アニエスによるヴァルダ ( フランス) [1262]
  - オキナワへいこう ( 日本) [1263]
  - 劇場版 葛根廟事件の証言 ( 日本) [1264]
  - 仮面ライダー 令和 ザ・ファースト・ジェネレーション ( 日本) [1265]
  - ザ・レインボー ( アメリカ合衆国) [1266]
  - サイゴン・クチュール ( ベトナム) [1267]
  - ダゲール街の人々 ( 西ドイツ・ フランス) [1268]
  - みぽりん ( 日本) [1269]
  - ラ・ポワント・クールト ( フランス) [1270]
- 25日
  - レイダース 欧州攻略 ( 香港) [1271]
- 27日
  - 男はつらいよ お帰り 寅さん ( 日本) [1272]
  - 劇場版 新幹線変形ロボ シンカリオン 未来からきた神速のALFA-X ( 日本) [1273]
  - だれもが愛しいチャンピオン ( スペイン) [1274]
  - ヘヴィ・トリップ/俺たち崖っぷち北欧メタル! ( フィンランド・ ノルウェー) [1275]
  - 燃えよスーリヤ!! ( インド) [1276]
- 28日
  - アリ地獄天国 ( 日本) [1277]
  - 今日もどこかで馬は生まれる ( 日本) [1278]